# Portazgo (métro de Madrid)
Portazgo est une station de la ligne 1 du métro de Madrid en Espagne. Elle est établie sous l'intersection entre l'avenue de la Albufera et les rues du Cadí et Payaso Fofó, dans le quartier de Nueva Numancia, de l'arrondissement de Puente de Vallecas, à Madrid.

## Situation sur le réseau

Plan du réseau.

Établie en souterrain, Portazgo est une station de passage de la ligne 1 du métro de Madrid. Elle est située entre la station Nueva Numancia, en direction du terminus Pinar de Chamartín, et la station Buenos Aires, en direction du terminus Valdecarros,. 
Les deux voies de la ligne sont encadrées par deux quais latéraux.

## Histoire
Elle est mise en service le 2 juillet 1962 lors de l'ouverture du prolongement depuis Puente de Vallecas. Elle est nommée en référence au quartier éponyme.
Elle demeure le terminus sud-est de la ligne jusqu'au 7 avril 1994 lors de l'ouverture d'un nouveau prolongement jusqu'à la station Miguel Hernández.

## Services aux voyageurs

### Accès et accueil
La station dispose de quatre accès équipés d'escaliers et d'escaliers mécaniques, ainsi que deux accès directs par ascenseurs depuis l'extérieur. Accessible aux personnes à la mobilité réduite, elle est située en zone tarifaire A. Elle est ouverte, tous les jours, de 6h00 à 01h30.

### Desserte
Portazgo est desservie par les rames qui circulent sur la ligne 1.

Installations
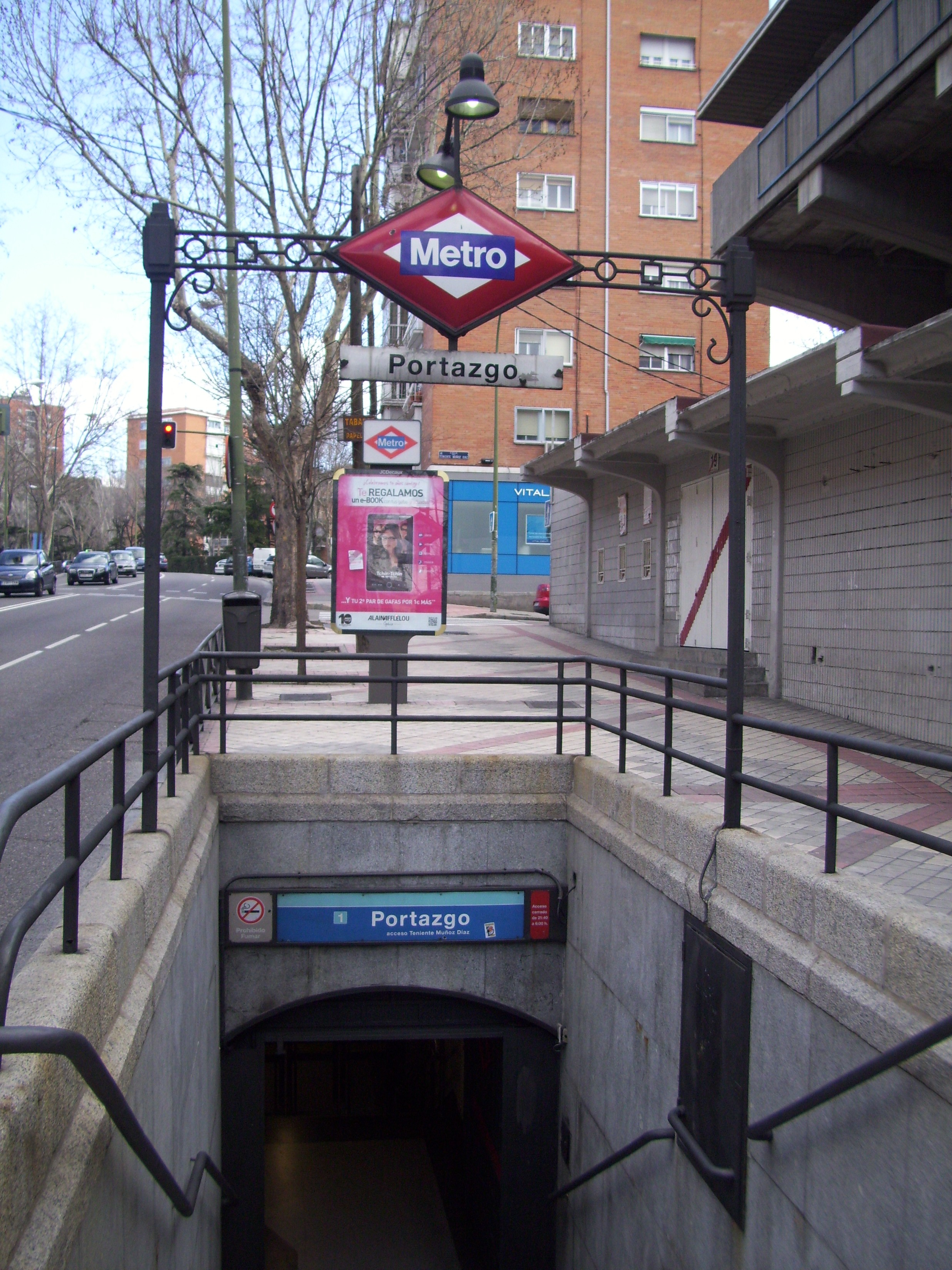

### Intermodalité
La station est en correspondance avec les lignes d'autobus n°54, 58, 103 et 136 du réseau EMT.

## À proximité
La station se situe au pied du stade de Vallecas qui abrite entre autres les rencontres du club du Rayo Vallecano. Une zone commerciale s'étend autour de la station. Le centre culturel Alberto Sánchez et la bibliothèque publique Portazgo sont eux situés un peu plus au nord.